# António Lima Costa
António José Lima Costa (12 de janeiro de 1964) é um deputado e político português. É deputado à Assembleia da República na XIV legislatura pelo Partido Social Democrata. É licenciado em Engenharia civil.
Foi Presidente da Câmara Municipal de São João da Pesqueira entre 1994 e 2009.